# عهدهای دوشیزه

عهدهای دوشیزه (لهستانی: Śluby Panieńskie) که در ایالات متحده آمریکا با نام نبرد عشق (انگلیسی: War of Love) پخش شد، یک فیلم درام تاریخی لهستانی است که نخستین بار در سال ۲۰۱۰ منتشر شد. این فیلم برپایهٔ نمایشنامه‌ای به همین نام به قلم الکساندر فردرو در ۱۸۳۲ ساخته شده و در کوتونی و نووا سوخا فیلمبرداری شد.
داستان فیلم در قرن نوزدهم روی می‌دهد، اما فیلم دارای صحنه‌های نابهنگامی از تکنولوژی معاصر (مانند خودرو، تلفن‌های همراه و مطبوعات مدرن) است.

## گزیدهٔ بازیگران
- روبرت وینتسکیویچ
- ماچئی اشتور
- آنا چیِشلاک
- ادیتا اولشوفکا
- مارتا ژمودا تژبیاتوفسکا
- بوریس شیتس
- آندژی گرابوفسکی
- دانیل اولبریخسکی
- ماریان اوپانیا
- استفان اشمیت
- لخ اُردن
- ماریان جِـنـجِـل
- میخاو پیلا
- ویکتور زبوروفسکی
- یرژی روگالسکی
- یان نووینسکی[۱]